# Нокуэ
Нокуэ (фр. Nokoué) — озеро в Африке. Находится на юге Бенина.
Составляет 20 км в длину и 11 км в ширину. К югу от озера находится город Котону. На северном берегу озера расположено водное поселение Ганвье. Нокуэ является важным местом обитания для птиц.

## Экология
В озере обитает 78 видов рыбы. Рыбой, обитающей здесь, питаются птицы и животные подсемейства Выдровых.